# Hajo Schüler
Hajo Schüler (* 22. Mai 1971 in Hammelburg) ist ein deutscher Schauspieler und  Maskenbauer.
Er studierte Pantomime und Schauspiel an der Folkwang-Hochschule in Essen.
Schüler ist Mitgründer und künstlerischer Leiter der Theatergruppe Familie Flöz.
Darüber hinaus ist er als Dozent für Bewegung und Maske an der Universität der Künste in Berlin tätig.

## Stücke
- 1995: Flöz & Söhne
- 1996: Familie Flöz kommt Über Tage
- 1998: Ristorante Immortale
- 2000: TWO% - happy hour
- 2001: TWO% - homo oeconomicus
- 2003: Navigazioni
- 2004: Teatro Delusio
- 2006: Infinita
- 2008: Hotel Paradiso
- 2009: Seven's Heaven
- 2010: Garage D'Or
- 2011: Garage D'Or (Neufassung)
- 2015: Haydi!
- 2018: Dr Nest
- 2019 – Himmelerde[1]
- 2022: Hokuspokus

## Auszeichnungen
- 1995: Gaukler- und Kleinkunstfestival (Koblenz)
- 1996: Theaterzwang NRW
- 1996: Hannoverscher Querkunstpreis
- 1998: tz Rose
- 1998: AZ Stern
- 2001: Cavalcade Edinburgh Festival
- 2004: AZ Stern
- 2004: tz Rose
- 2006: Prix spécial du Jury, Festival Mimos
- 2007: Schwerter Kleinkunstpreis
- 2008: Grand Prix de la Jury, Festival Anjou, Angers
- 2008: Prix du Public, Festival Anjou, Angers
- 2009: Schwerter Kleinkunstpreis
- 2011: INTHEGA, Preis des Vorstands
- 2015: Monica-Bleibtreu-Preis für die beste Komödie
- 2018 – Publikumspreis[2], Festival Almada Portugal

## Publikationen
- O que pode ser visto | What can be seen